# ズヴェニゴロド・ナ・オケ
ズヴェニゴロド・ナ・オケ（ズヴェニゴロド・セヴェルスキー）ロシア語: Звенигород-на-Оке(Звенигород-Северский)は、オカ川支流のネポロヂ川(ru)河畔にあった、中世ロシア（ルーシ）の都市である。現在の行政区ではロシア・オリョール州内に位置する。
ズヴェニゴロド・ナ・オケは13世紀にチェルニゴフ公国の一都市として建設された。その後カラチェフ公国領となり、1340年には同公国から分離したズヴェニゴロド公国の首都となった。スヴェニゴロド公国が1440年代まで存続した、オカ川上流公国群の中の一つである。スヴェニゴロド公国は1408年にリトアニア大公国に占領された後、スヴェニゴロド公は財産を持ち出してモスクワ大公国に仕えた。その後ヴォエヴォダやナメストニクが派遣されて街を統治したが、人口は徐々に減少し、最終的には15世紀後半のロシア・リトアニア戦争(ru)期に消滅した。その都市遺構は、聖職者の屋敷、木造のニコライ教会、デティネツとその外のポサードなどが良好な保存状態で保たれている。